# En fånge har rymt
En fånge har rymt är en svensk deckarfilm från 1943 i regi av Elof Ahrle.
Filmens manus skrevs av Eric Roos. Fotograf var Sten Dahlgren och klippare Eric Nordemar. Musiken gjordes av Håkan von Eichwald och Charles Redland. Produktions- och distributionsbolag var AB Svea Film. Filmen hade premiär 26 december 1943 på flertalet biografer runt om i Sverige och var 73 minuter lång. Den var tillåten från 15 år.

## Handling
Franz blir oskyldigt fängslad för att ha sprängt en fabrik. Han rymmer för att kunna bevisa sin oskuld, vilket han till sist lyckas med.

## Rollista
- Elof Ahrle – Dyrken, Karl Efraim Högberg
- Oscar Ljung – Franz "Frasse" Karlsson
- Christina Sorbon – Maj, Franz' hustru
- Douglas Håge – Smygen
- Tord Bernheim – Viktor Bengtsson, Franz' arbetskamrat
- Christian Bratt – Olle Lundgren, Majs bror
- Inga Hodell – madame X
- Ivar Kåge	– kommissarien
- Helga Brofeldt – en förskräckt skräcktant
- Kulörten	– häktesvakt
- Hugo Jacobson – pianist och sångare på ölkaféet

Ej krediterade
- Ivar Wahlgren – polis
- Nils Ekman – polis
- Helge Andersson – gäst på ölkaféet
- Eric Dahlström – gäst på ölkaféet
- Birger Sahlberg – gäst på ölkaféet
- Jean Claesson – gäst på ölkaféet
- John W. Björling – gäst på ölkaféet
- Rolf Botvid – polis
- Bertil Berglund – polis
- Harald Svensson – polis
- John Norrman – nattvakt
- Sven Melin – ligamedlem

## Mottagande
Filmer fick övervägande positiv kritik i pressen. Flertalet recensenter berömde Elof Ahrles rollprestation.

### Fotnoter
1. 1 2 3 4  ”En fånge har rymt”. Svensk Filmdatabas. http://www.sfi.se/sv/svensk-filmdatabas/Item/?itemid=4045&type=MOVIE&iv=Basic&ref=/templates/SwedishFilmSearchResult.aspx?id%3d1225%26epslanguage%3dsv%26searchword%3den+f%C3%A5nge+har+rymt%26type%3dMovieTitle%26match%3dBegin%26page%3d1%26prom%3dFalse. Läst 13 februari 2013.